# 会津大学短期大学部
会津大学短期大学部（日语：／ Aizu Daigaku Tanki Daigakubu *），简称JCA，是一所位于日本福岛县会津若松市的公立短期大学。前福岛县立会津短期大学（日语：／ Fukushima Kenritsu Aizu Tanki Daigaku *）。

## 概要

### 简介
- 短期大学为于1951年开办[1]、由公立大学法人会津大学经营、是男女同校。

### 历史
- 1951年 会津短期大学成立并同时设置一个学科即商科[1]。
- 1957年 改校名为福岛县立会津短期大学[1]。
- 1958年 家政科成立[1]。
- 1965年 家政科分离为以下两个专攻[1]。
  - 家政专攻：以后招生到1979年、停办于1981年。
  - 食物营养专攻：改编为食物营养科于1980年。
- 1980年 以下两个学科成立[1]。
  - 社会福利科
  - 设计科：以后招生到1992年、停办于1994年。
- 1993年 改校名为会津大学短期大学部、以下两个学科改名为[1]。
  - 食物营养科→食物营养学科
  - 社会福利科→社会福利学科
- 2016年　社会福利学科改変为幼儿教育学科。

### 宪章
- 请参看会津大学短期大学部的标志 （日語） 2014年2月22日阅览。

## 学校环境
- 校区：在福岛县会津若松市

## 历任校长
- 角山茂章：现在短期大学校长[2]

## 组织

### 学科
- 产业信息学科
- 食物营养学科
- 幼儿教育学科

### 前学科
| - 商科 - 家政科 - 家政专攻 - 食物营养专攻 - 设计科 - 社会福利科 |

### 专科
| - 没有 |

### 业余课程
| - 没有 |

### 附属机关
| - 图书馆 - 地区活性化中心 |

## 相关链接
- 日本短期大学列表